# Чазёвское сельское поселение
Чазёвское се́льское поселе́ние — упразднённое муниципальное образование в Косинском районе Пермского края Российской Федерации.
Административный центр — деревня Чазёво.

## История
Чазёвское сельское поселение образовано в 2005 г. Упразднено в 2019 году при преобразовании Косинского муниципального района в Косинский муниципальный округ.

## Население
| 2010 | 2012 | 2013 | 2014 | 2015 | 2016 | 2017 |
| ---- | ---- | ---- | ---- | ---- | ---- | ---- |
| 1036 | ↘976 | ↘945 | ↘912 | ↘905 | ↘898 | ↘858 |
| 2018 | 2019 |      |      |      |      |      |
| ↘821 | ↘792 |      |      |      |      |      |

## Состав сельского поселения
| №  | Населённый пункт  | Тип населённого пункта          | Население |
| -- | ----------------- | ------------------------------- | --------- |
| 1  | Бачманово         | деревня                         | ↘124      |
| 2  | Верх-Лель         | посёлок                         | 117       |
| 3  | Гортлуд           | деревня                         | 63        |
| 4  | Карчёй            | деревня                         | 11        |
| 5  | Красильниково     | деревня                         | 0         |
| 6  | Пеклаыб           | деревня                         | 14        |
| 7  | Подъячево         | деревня                         | 143       |
| 8  | Пыдосово          | деревня                         | 93        |
| 9  | Сосновка          | посёлок                         | 182       |
| 10 | Среднее Бачманово | деревня                         | 21        |
| 11 | Чазёво            | деревня, административный центр | 268       |